# Cerúleo

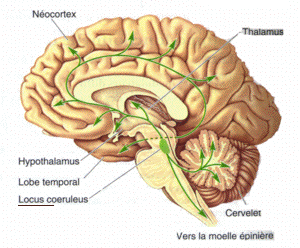
Comunicações do cerúleo com outras partes do sistema nervoso central em resposta ao estresse.

Cerúleo ou locus cœruleus é uma estrutura do cérebro humano, localizado na massa cinzenta central pontina caudal sendo formada por um aglomerado de neurônios capazes de sintetizar e produzir quantidades significativas de catecolaminas endógenas, em especial a noradrenalina, sendo que também atua na adrenalina, que causa efeito relacionado ao estresse físico ou mental e aumenta a frequência cardíaca.

## Anatomia e fisiologia
O cerúleo é a estrutura cerebral com a maior densidade de neurônios noradrenérgicos e seu papel é fundamental no desencadeamento de  respostas ao estresse, às reações de fuga e ao aparecimento bem como na intensidade de muitos sintomas dos quadros de crises por abstinência de substâncias causadoras de dependência. O cerúleo é também fundamental na fisiologia do sono e no início e na manutenção do sono REM.
Os neurônios do locus coeruleus projetam-se para outras partes do sistema nervoso, utilizando a noradrenalina como principal neurotransmissor. As conexões realizadas pelos seus neurônios são com as seguintes estruturas:
- Amígdala e hipocampo
- Tronco encefálico e medula espinhal
- Cerebelo
- Córtex cerebral
- Hipotálamo
- Teto mesencefálico
- Área tegmentar ventral
- Tálamo